# Xizhi Jiang
Xizhi Jiang (kinesiska: 西枝江) är ett vattendrag i Kina. Det ligger i provinsen Guangdong, i den södra delen av landet, omkring 130 kilometer öster om provinshuvudstaden Guangzhou. Xizhi Jiang ligger vid sjön Hedong Shuiku.
Genomsnittlig årsnederbörd är 2 205 millimeter. Den regnigaste månaden är maj, med i genomsnitt 525 mm nederbörd, och den torraste är oktober, med 13 mm nederbörd.